# 小魔女蒙娜
小魔女蒙娜（Mona the Vampire）是一部加拿大儿童卡通电视剧，翻拍自英国作家索妮娅·霍利曼的同名小说。自称吸血鬼的蒙娜·帕克（Mona Parker）为主角，她的两个朋友，即“巨人公主”莉莉·邓肯（Lily Duncan）及“激光飞侠”查理·彭斯（Charley Bones）和蒙娜的宠物阿方（Fang）为主要配角。故事以他们与他们所幻想出来的敌人争斗、并解决超自然神秘事件为中心，但这些事件最终都可以用常理来解释。播出之后在加拿大和世界其他地区的一些国家都有不错的收视率。